# São Vicente de Lafões
São Vicente de Lafões ist eine Gemeinde (Freguesia) im portugiesischen Kreis Oliveira de Frades. In ihr leben 748 Einwohner (Stand 19. April 2021).